# Percival (Vorname)
Percival ist ein männlicher Vorname.

## Herkunft und Bedeutung
Nach dem vom französischen Dichter Chrétien de Troyes aus dem 12. Jahrhundert verfassten Versroman Percevax (Percevaus) ou Li Contes del Graal (altfranzösisch) – Perceval ou Le Conte du Graal (neufranzösisch), den Wolfram von Eschenbach dann auf mittelhochdeutsch unter dem Titel Parzival neu verfasst hat. Chrétien hat den Namen möglicherweise vom altfranzösischen perce val (durchbohre das Tal) abgeleitet. Bei Wolfram wird der Name als „mittenhindurch“ gedeutet.

## Namensträger
- Percival Borde (1923–1979), Tänzer, Choreograph und Tanzlehrer aus Trinidad und Tobago
- Percival Bromfield (1886–1947), englischer Tischtennisspieler
- Percival Davson (1877–1959), britischer Tennisspieler und Fechter
- Percival Everett (* 1956), US-amerikanischer Schriftsteller und Professor für Englisch
- Percival R. Kirby (1887–1970), britisch-südafrikanischer Musikwissenschaftler, Komponist, Dirigent und Hochschullehrer
- Perceval de Loriol (1828–1908), Schweizer Paläontologe
- Percival Lowell (1855–1916), US-amerikanischer Astronom
- Percivall Pott (* 1714 oder 1713; † 1788), englischer Chirurg, innovativer Operateur, Lehrer und Fachschriftsteller
- Percival Spear (1901–1982), englischer Historiker
- Percival Christopher Wren (1875–1941), britischer Soldat und Schriftsteller